# Atractodes alpestris
Atractodes alpestris là một loài tò vò trong họ Ichneumonidae.